# グレン・カマラ
グレン・カマラ（Glen Kamara, 1995年10月28日 - ）は、フィンランド・ピルカンマー県タンペレ出身のサッカー選手。リーグ・アン・スタッド・レンヌ所属。ポジションはMF。フィンランド代表。

## クラブ経歴
1995年にシエラレオネ出身の両親の元にタンペレでの生まれる。12歳の時に家族と共にイギリスに渡り2011年にサウスエンド・ユナイテッドFCのユースチームに入団。翌2012年にアーセナルFCのユースチームに入団。2014年にトップチームに昇格。12月9日のUEFAチャンピオンズリーググループリーグのガラタサライ戦でベンチ入り。2015年9にはフランシス・コクランの負傷でカマラにチャンスが与えられると報じられた。10月27日のEFLカップのシェフィールド・ウェンズデイFC戦でプロデビュー。しかし、以降はカップ戦要員にとどまり、2016年以降は下部リーグへのローン移籍に終始。結局アーセン・ベンゲルの目に留まることはなかった。
2017年7月13日、スコティッシュ・プレミアシップのダンディー・ユナイテッドFCと2年契約を締結。加入後は先発に定着。
2019年1月5日、レンジャーズFCと4年半の契約を締結。2月27日の古巣のダンディー戦でプロ初ゴールを決めた。
2023年8月31日、EFLチャンピオンシップへ降格したリーズ・ユナイテッドFCへ移籍し、4年契約を結んだ。
2024年7月16日、スタッド・レンヌに移籍した。

## 代表経歴
2013年から4年間ユース世代のフィンランド代表でプレーし、2017年11月のエストニア戦でフル代表デビューを果たした。
2021年6月にはUEFA EURO 2020に出場し、グループステージ全3試合で先発フル出場を果たした。